# Adlullia atrisignata
Adlullia atrisignata är en fjärilsart som beskrevs av Swinhoe 1903. Adlullia atrisignata ingår i släktet Adlullia och familjen tofsspinnare. Inga underarter finns listade i Catalogue of Life.